# Australian Institute of Sport

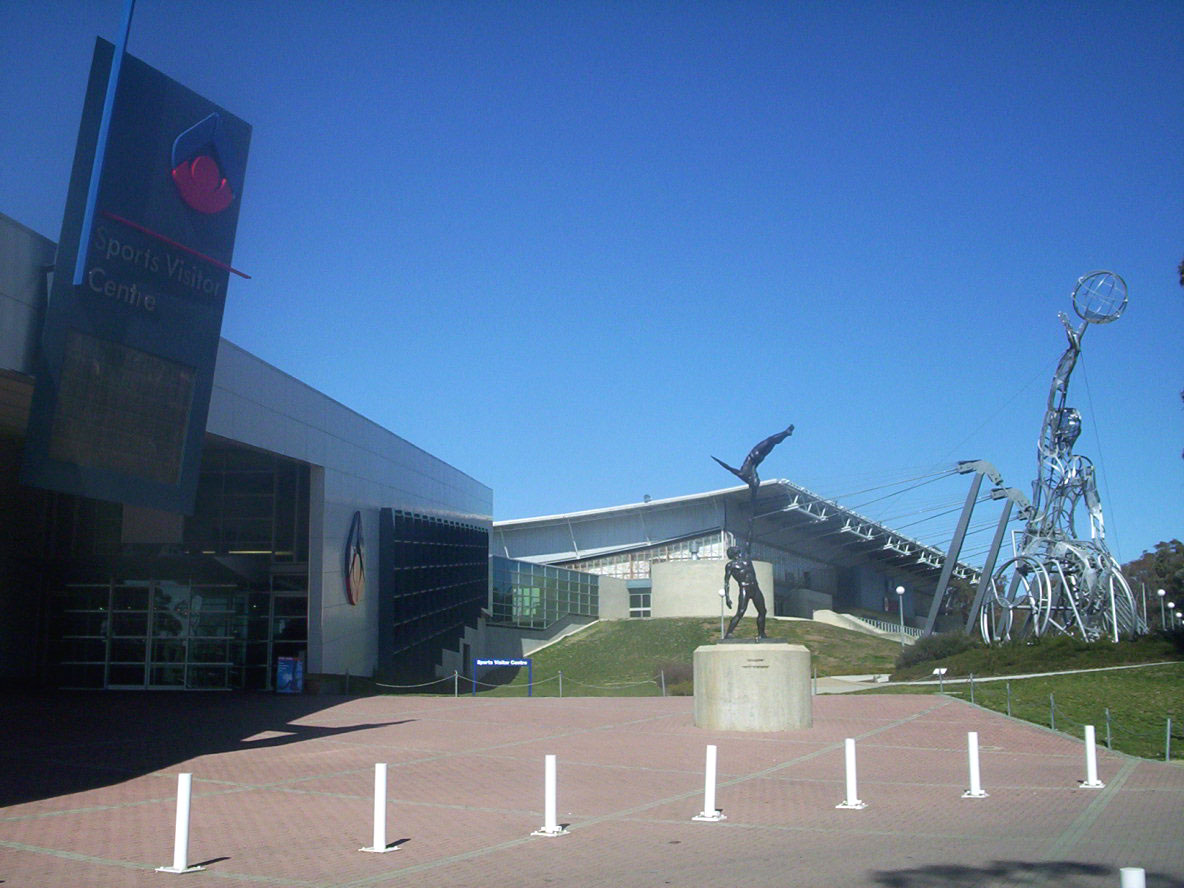
Australijski Instytut Sportu.

Australijski Instytut Sportu (ang. The Australian Institute of Sport (AIS)) – australijska ogólnokrajowa instytucja sportowa z siedzibą w Canberze, podlegająca Australijskiej Komisji Sportowej, która z kolei podlega rządowi Australii.
Celem AIS jest wszechstronna pomoc na najwyższym poziomie w rozwoju młodych utalentowanych sportowców, rokujących już w młodym wieku nadzieje na osiągnięcie znaczących sukcesów.
AIS zostało utworzone w 1981 roku tuż po letnich igrzyskach olimpijskich w Montrealu w 1976; podczas których Reprezentacja Australii nie zdobyła złotego medalu. 
W instytucie zatrudnionych jest ponad 190 pracowników, w tym 70 trenerów. Oprócz sztabu szkoleniowego AIS zatrudnia dużą liczbę specjalistów, którzy pracują w sztabie medycznym i naukowym. Pracują oni w kierunkach dotyczących m.in.: diety sportowców, analizy wydajności, fizjologii, biomechaniki i kondycji. 
Zespoły sportowe podlegające AIS występują w następujących ligach krajowych: Victorian Premier League, Women’s National Basketball League, South East Australian Basketball League, A-League National Youth League oraz Commonwealth Bank Trophy. 